# Touville (España)
Touville (llamada oficialmente Santa María de Toubille) es una parroquia y una aldea española del municipio de Láncara, en la provincia de Lugo, Galicia.

## Otras denominaciones
La parroquia también es conocida por el nombre de Santa María de Touville.

## Organización territorial
La parroquia está formada por cuatro entidades de población, constando tres de ellas en el nomenclátor del Instituto Nacional de Estadística español:
- Cousiño (O Cousiño)
- Mourillón
- Saa
- Touville (Toubille)

## Demografía

### Parroquia
| Gráfica de evolución demográfica de Touville (parroquia) entre 2000 y 2020 |
|                                                                            |
| Datos según el nomenclátor publicado por el INE.                           |

### Aldea
| Gráfica de evolución demográfica de Touville (aldea) entre 2000 y 2020 |
|                                                                        |
| Datos según el nomenclátor publicado por el INE.                       |